# Litohoszcz
Litohoszcz (ukr. Літогоща) – wieś na Ukrainie, w obwodzie wołyńskim, w rejonie rożyszczeńskim.